# Severnonemška konfederacija
Severnonemška konfederacija (nemško Norddeutscher Bund) je nastala avgusta 1866 kot vojaško zavezništvo 22 severnonemških držav pod vodstvom Prusije. Julija 1867 se je preoblikovala v federacijo. Bila je neposreden predhodnik leta 1871 ustanovljenega nemškega cesarstva, ki je prevzelo večino njene ustave in zastavo.